# کبریت سوخته
کبریت سوخته فیلمی به کارگردانی کاظم معصومی و به نویسندگی زامیاد سعدوندیان محصول سال ۱۳۹۱ است.

## داستان فیلم
کاوه با عابر پیاده‌ای تصادف می‌کند و به زندان می‌رود. او به‌طور غیرمنتظره‌ای توسط پدر همسرش حاجی توسلی با قید ضمانت آزاد می‌شود. کاوه بعد از آزادی متوجه می‌شود برادرش کشته شده و…

## بازیگران
- شاهرخ استخری
- نیما شاهرخ‌شاهی
- سارا صوفیانی
- سعیده رودبارکی
- لیلا اوتادی
- سارا خوئینی‌ها
- امیررضا دلاوری
- صالح میرزاآقایی
- عنایت‌الله بخشی